# Syco
Syco (lub Simco Limited) – brytyjska spółka zajmująca się branżą rozrywkową, z siedzibą w Londynie. Syco zostało założone w 2002 roku przez producenta telewizyjnego i łowcę talentów Simona Cowella, po upadku S Records. Spółka jest podzielona na trzy sekcje: Syco Music, Syco TV i Syco Film.

## The X Factor
Jako że Syco TV produkuje „The X Factor”, Syco Music podpisuje kontrakt ze zwycięzcą konkursu oraz (rzadko) z innymi uczestnikami. Największym sukcesem wytwórni była Leona Lewis, zwyciężczyni 3. edycji programu, wydając debiutowy album „Spirit” i sprzedając go w nakładzie 7 mln egzemplarzy.
Oprócz Lewis kontrakt podpisał również zwycięzca 2. edycji, Shayne Ward, którego pierwsze dwa albumy uzyskały pozycje 1. i 2., sprzedając ponad milion egzemplarzy łącznie. Alexandra Burke szybko wskoczyła na pierwsze miejsca list ze swoim drugim singlem „Bad Boys” oraz debiutowym albumem „Overcome”.
Kontrakt podpisał również brytyjsko-irlandzki boysband – One Direction, który pomimo zajęcia 3 miejsca w 7 edycji brytyjskiego The X Factor podpisał kontrakt. Jest to jeden z najbardziej znanych boysbandów na całym świecie.

## Britain’s Got Talent
Syco Music często też podpisuje kontrakty z uczestnikami programu Britain’s Got Talent, choćby z Susan Boyle, która stała się gwiazdą tego show, a jej album okazał się sukcesem. Oprócz jej z wytwórnią pracowali Andrew Johnston, Escala oraz George Sampson.

## Syco TV
Działalność Syco TV jest skierowana głównie na programy typu talent show oraz rozrywkowe. Syco TV produkuje programy dla stacji amerykańskich i dla brytyjskiego ITV.

### The X Factor
Jednym z największych projektów Syco TV jest „The X Factor”, jako następca Pop Idol. Podobnie jak „Pop Idol” wypromował Simona Cowella w 2002 roku, tak „The X Factor” sprawił, że sędzia programu Cheryl Cole stała się gwiazdą. Pojawienie się Cole w programie zbiegło się z najwyższymi ocenami serii w historii programu.

### Britain’s Got Talent
Drugim z największych projektów Syco jest Britain’s program Got Talent. Niezmiennie zajmuje czołowe miejsca w rankingach w Wielkiej Brytanii, gdy jest emitowany każdego roku w kwietniu, maju i czerwcu. Jest to brytyjska wersja talent show z serii Got Talent, w której zwycięzca otrzymuje nagrodę pieniężną w wysokości oraz zaproszenie do zaprezentowania się przed Brytyjską rodziną królewską.